# Gustav Hirschfeld
Gustav Hirschfeld (Pyritz, 4 novembre 1847 – Wiesbaden, 20 aprile 1895) è stato un archeologo tedesco.

## Biografia
Studiò nelle università di Tübingen, Lipsia e Berlino e dal 1870 soggiornò a più riprese in Grecia, Italia e Asia Minore, per lunghe campagne di scavi, quale dipendente del German Archaeological Institute. Dal 1875 al 1877 diresse gli scavi finanziati dalla Germania ad Olimpia in Grecia, per i quali venne nominato, professore straordinario nel 1878 e poi ordinario nel 1880, all'Università di Königsberg.

## Opere
- Tituli statuarum sculptorumque graecorum (Berlino 1871)
- Athena und Marsyas (Berlino 1872)
- Paphlagonische Felsengräber (Berlino 1885)
- Berichte über alte Geographie (1885)
- Die Felsenreliefs in Kleinasien und das Volk der Hittiter (1887)
- Griechische Inschriften des Britischen Museums (1893)
- contribuì alla stesura dei primi due volumi di  Ausgrabungen zu Olympia (Berlino 1877-78)
- dal 1884 sul Geographischen Jahrbuch
- Aus dem Orient (pubblicato postumo nel 1897)